# Mary Devens

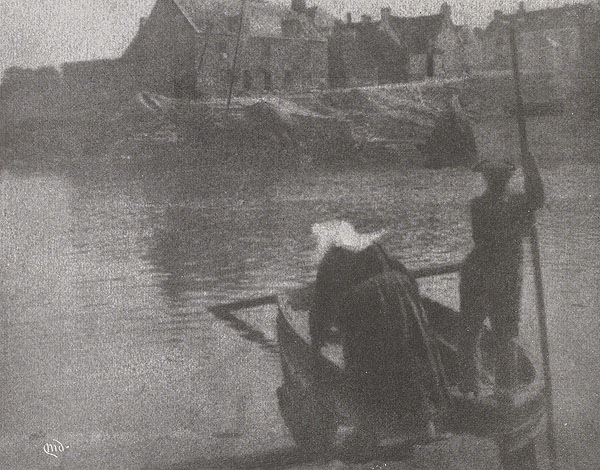
"El Ferry, Concarneau", por Mary Devens. Photogravure Publicado en Camera Work, Número 7, 1904

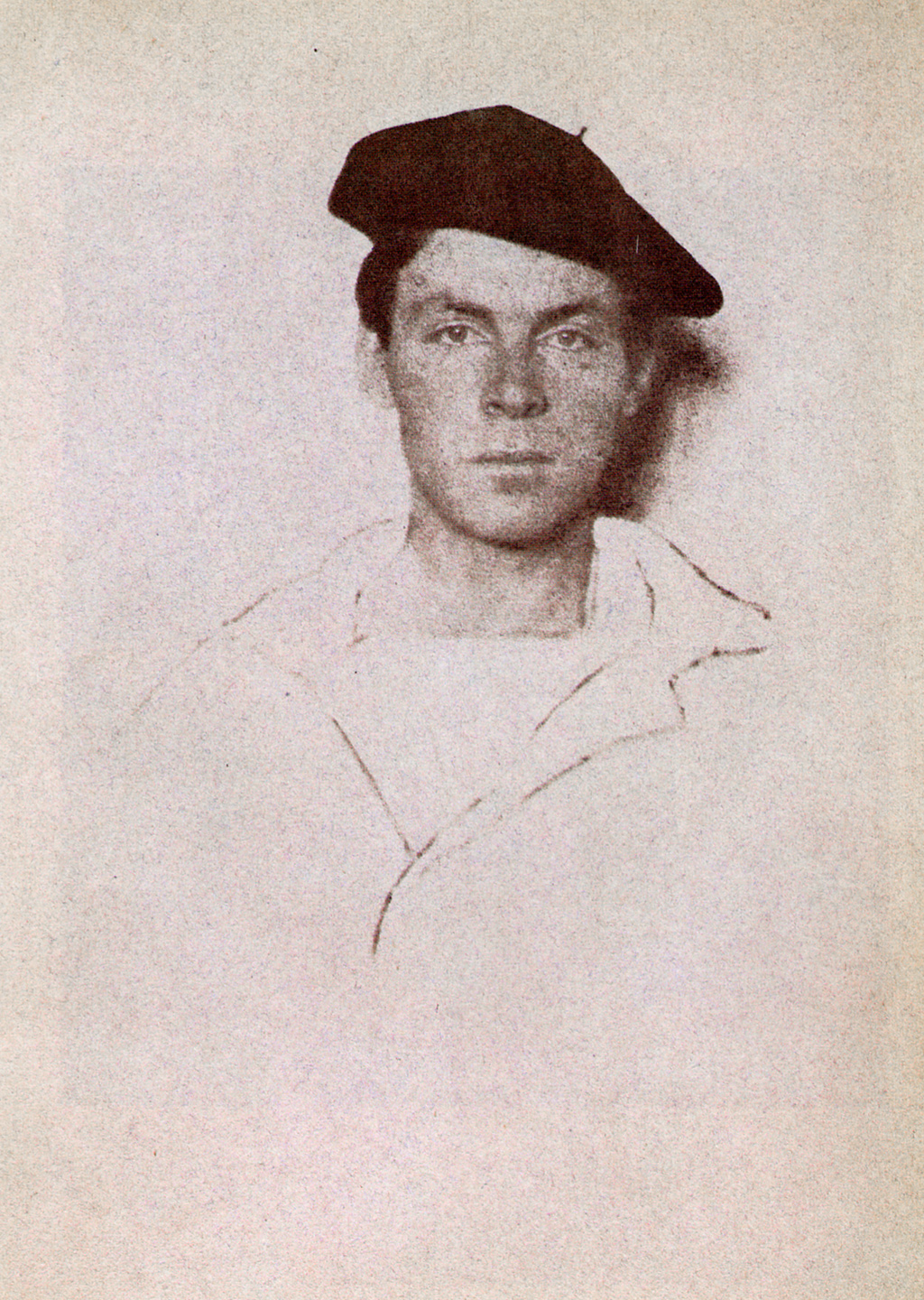
Mary Devens: Efecto Charcoal. Fotograbado Publicada en Camera Notes, Vol 6 Número 1, enero 1902

Mary Devens (17 de mayo de 1857-13 de marzo de 1920) fue una fotógrafa americana, considerada una de los diez fotógrafos pictóricos más prominentes de principios del siglo XX. Es considerada uno de los miembros fundadores del movimiento creado por Alfred Stieglitz, Photo-Secession.

## Vida
Mary Devens nació el 17 de mayo de 1857 en Ware, Massachusetts, hija de Arthur Lithgow Devens y Agnes Howard White Devens. Se crio en Cambridge, Massachusetts y desarrolló un interés en la fotografía durante su juventud. Como fotógrafa mostró predilección por técnicas de impresión que podían ser manipulados por el autor, como la impresión al carbón, la goma bicromatada y la platinotipia. Llegó a dominar la técnica de la goma bicromatada tan bien que impartió una conferencia sobre ello en el Club Fotográfico de Cambridge en 1896.
Antes de cumplir 35 años, Devens conoció fotógrafo de Boston Fred Holland Day, quién influyó en su carrera dando ánimo y defendiendo su trabajo. Él personalmente entregó cinco de sus impresiones al Salón Fotográfico de Londres de 1898 y fue el responsable de presentar su trabaja al fotógrafo Alfred Stieglitz, con quien regularmente se escribía cartas desde hacía muchos años.  Holland Day también promovió su trabajo en la conferencia "Photography as Fine Art" en el Club de Cámara de Harvard en 1900 e incluyó muchas de sus impresiones en la exposición de 1901 “The New School of American Photography.”
Mary Devens viajó a Europa de 1900 a 1901, y allí conoció a Edward Steichen y Robert Demachy. Demachy quedó tan impresionado con su trabajo que añadiría muchas de sus fotografías en la exposición de mujeres fotógrafas que organizó Frances Benjamin Johnston en París.
En 1902 Devens fue elegida para formar parte del Linked Ring Británico, y Stieglitz la nombró como miembro fundador del movimiento Photo-Secession. Ese mismo año Stieglitz también la seleccionó como una de los diez fotógrafos pictóricos americanos más prominentes en un artículo para Century Magazine. También publicó una de sus fotografías en su revista Camera Work.
Por aquella época la vista de Devens empezó a fallar rápidamente debido a causas desconocidas. Después de 1904 mostró solo unas pocas impresiones en algunas exposiciones, a pesar de que Stieglitz incluyó su trabajo en la exposición inaugural  Little Galleries of the Photo-Secession (Pequeñas galerías de la Foto-Secesión)  en 1905.  No se conoce si tubo alguna actividad relacionada con la fotografía después de 1905. 
Mary Devens murió el 13 de marzo de 1920 en Cambridge.